# Nattglim
Nattglim (Silene noctiflora) är en klibbhårig nejlikväxt som är ungefär 3 decimeter hög och har lansettlika små blad. Blomman är gul på undersidan och drar mot rosa på översidan.
På den övre delen av stjälken har den körtelhår som utsöndrar en klistrig vätska. 
En äldre benämning på nattglim var Melandrium noctiflorum.